# Mercedes-Benz W08
La sigla W08 identifica una famiglia di autovetture di lusso prodotte dal 1928 al 1939 dalla Casa tedesca Mercedes-Benz.

## Profilo e caratteristiche
I modelli della famiglia W08 sono conosciuti anche con il nome di Nürburg e sono stati introdotti in sostituzione del modello Typ 400, oramai decisamente anziano. I modelli W08 andavano quindi ad inserirsi un gradino più in basso rispetto ai modelli della serie W06, che rappresentavano il top della gamma Mercedes-Benz dell'epoca.
La genesi del primo modello della serie W08 è stata piuttosto frettolosa: il modello precedente era oramai fuori listino da due anni ed occorreva trovare una sostituta all'altezza, anche perché una delle principali concorrenti dell'epoca, la Horch, aveva già lanciato da due anni la 8, un modello da contrastare commercialmente in maniera efficace. Per ironia della sorte, in quegli anni al vertice della Horch vi era quel Paul Daimler che nel 1923 si dimise dall'azienda fondata oltre 30 anni prima dal padre, per alcune divergenze riguardo ad un progetto, e che sarebbe stato rimpiazzato da Ferdinand Porsche.
Come in molti altri modelli Mercedes e Mercedes-Benz degli anni venti del Novecento, anche in questo caso fu proprio l'ingegner Porsche ad occuparsi del progetto. Egli partì da tutto ciò di cui già disponeva, a cominciare da un telaio di concezione tradizionale, piuttosto alto da terra, sul quale non operò alcun genere di modifica volta ad abbassare e rendere più sportiveggiante la linea della futura vettura che ne sarebbe risultata.
Il modello al quale Porsche stava lavorando doveva essere caratterizzato da una linea molto classica, ma allo stesso tempo molto elegante. La vettura definitiva fu presentata al Salone dell'automobile di Parigi del 1928 come Nürburg 460. Da lì, il progetto W08 si sarebbe articolato in due modelli fondamentali appartenenti alla stessa famiglia, la cui carriera si sarebbe protratta per oltre un decennio, fino al 1939.
Una volta uscita di produzione questa famiglia di vetture, una degna erede sarebbe ricomparsa solo nel 1951, quando venne lanciata la Typ 300 W186.
Di seguito vengono illustrati più in dettaglio i due modelli della serie W08.

### 460 Nürburg
Questo modello è il primo della serie, ossia quello concepito da Ferdinand Porsche e presentato al Salone di Parigi del 1928. Durante tale presentazione, la vettura colpì per il suo stile, già rétro all'epoca. Tale modello venne proposto dalla Casa con carrozzerie torpedo o limousine e con telaio a passo lungo o corto, ed era equipaggiata dal motore M08, un 8 cilindri in linea da 4622 cm³ di cilindrata, in grado di erogare 80 CV di potenza massima a 3200 giri/min. La velocità massima della vettura era di 100–110 km/h a seconda della massa del veicolo stesso.
La vettura era dotata di cambio a 4 marce in blocco con il motore, con frizione a dischi multipli a secco. I freni erano a tamburo, di tipo meccanico, con servofreno pneumatico. Le sospensioni erano ad assale rigido con molle a balestra. Il prezzo della 460 Nürburg, pur molto alto per l'epoca, si aggirava tra i 14 ed i 15 000 marchi, circa la metà del solo autotelaio di una contemporanea Typ S W06.
Nonostante ciò, il primo modello della serie W08 non incontrò molto successo commerciale, a causa del telaio molto alto da terra che non le dava una linea sportiva. 

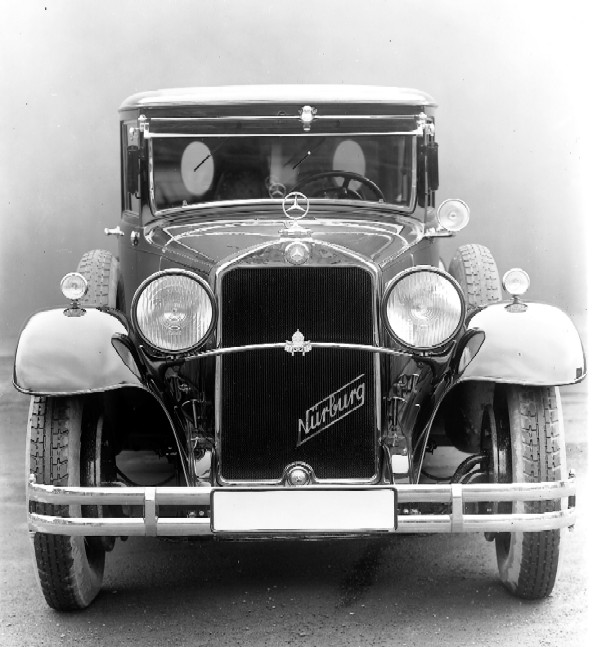
Vista frontale della 460 Nürburg di Papa Pio XI

I modelli W06, grazie anche alle loro imprese sportive, incontrarono i favori degli automobilisti, mentre la Nürburg con telaio rialzato non era allo stesso modo desiderata dagli appassionati. Era di certo una vettura dalla presenza tutt'altro che indifferente, complici le sue grosse dimensioni (era lunga tra i 5.2 ed i 5.38 m), ma che mancava di fascino.
Fu così che già l'anno successivo al lancio, la 460 Nürburg fu proposta in versione ribassata. A quel punto, Ferdinand Porsche non c'era più, si era dimesso, ed al suo posto finì Hans Nibel, anch'egli un ingegnere assai capace. Fu quest'ultimo ad approntare la nuova vettura con telaio ribassato. Il resto della meccanica rimase invariato. A partire dall'uscita di tale nuova versione, fu possibile avere la vettura anche con carrozzeria cabriolet.
Nello stesso anno in cui la 460 Nürburg fu lanciata, venne introdotta anche una particolare versione corazzata, con carrozzeria blindata e vetri antisfondamento. Questi ultimi, in particolare quelli laterali, erano scuri ed offrivano poca visuale agli occupanti (salvo ovviamente il parabrezza), per cui sopra i sedili posteriori veniva montato una specie di periscopio per permettere a chi sedeva dietro di osservare l'esterno. anche in questo caso la meccanica era identica, perciò la velocità massima scese a 95–100 km/h, a causa del peso molto più elevato.
La versione ribassata ottenne maggior successo, ma nonostante la produzione delle versioni a telaio alto fosse già cessata, vi furono numerosi esemplari rimasti invenduti in magazzino. Ci vollero ben sei anni di offerte a prezzi ribassati per riuscire a smaltire le poco apprezzate versioni "alte".
Tra i personaggi più illustri che acquistarono una 460 Nürburg vi fu il pontefice di allora, Papa Pio XI.
La 460 Nürburg venne tolta di produzione nel 1933 dopo 2893 esemplari prodotti.

### 500 Nürburg
Già nel 1931, però, era stato introdotto il nuovo modello, destinato ad affiancare ed in seguito a sostituire la 460. Tale modello venne commercializzato come 500 Nürburg. Anche tale nuovo modello fu commercializzato come torpedo, limousine o cabriolet. Non fu però prodotta in versione a passo corto. In particolare, una 500 Nürburg cabriolet venne acquistata dal celebre pilota tedesco Rudolf Caracciola. Mentre la meccanica telaistica rimase pressoché invariata, vi furono variazioni nel cambio, ora a 4 marce più overdrive, e soprattutto nel motore, siglato M08 II, e con una cilindrata di 4918 cm³. Tale motore erogava fino a 100 CV di potenza massima, spingendo la vettura fino a 115 km/h di velocità di punta.
Nel 1932, la 500 Nürburg venne affiancata da un nuovo modello, denominato semplicemente 500, il quale prenderà il posto del modello precedente solo qualche mese dopo, già nel 1933. La 500 differiva dalla 500 Nürburg essenzialmente per il cambio, ora fornito dalla tedesca ZF, ed in cui l'overdrive era ottenibile solo a richiesta. Il motore era sempre la stessa unità M08 II da 4.9 litri, mentre la velocità massima subì un leggero miglioramento, portandosi a 120 km/h. Esternamente, la carrozzeria venne modernizzata ed adeguata al gusto del periodo.
Nel 1936 vi un nuovo aggiornamento: la 500 usufruì di una rivisitazione al motore, che ora divenne l'unità M08 III, in grado di erogare fino a 110 CV di potenza massima, e di spingere la vettura fino a 125 km/h di velocità massima. Anche l'impianto frenante ottenne migliorie e divenne di tipo idraulico.
Nel 1939 anche la 500 venne tolta di produzione dopo 931 esemplari prodotti.